# Tobias King

a Compétitions nationales et continentales officielles uniquement.

b Matchs officiels uniquement.
Tobias King dit Toby King, né le 9 juillet 1996 à Huddersfield (Angleterre), est un joueur de rugby à XIII anglais d'origine irlandaise évoluant au poste de centre ou de deuxième ligne dans les années 2010 et 2020. Il fait ses débuts professionnels les Wolves de Warrington en 2015 en Super League. Il remporte un titre de Challenge Cup en 2019 et prend part à plusieurs autres finales de Challenge Cup et Super League. Il est également l'objet de deux prêts en cours de saison à Rochdale qui évolue au second échelon.
Il connaît également des sélections en sélection d'Irlande et sélection d'Angleterre espoirs.

## Palmarès
- Collectif :
  - Vainqueur de la Super League : 2023 (Wigan).
  - Vainqueur de la Challenge Cup : 2019[1] (Warrington).
  - Finaliste de la Super League : 2016 et 2018 (Warrington).
  - Finaliste de la Challenge Cup : 2016[1], 2018 et 2024 (Warrington).

- Individuel :
  - Nommé dans l'équipe de la Super League : 2020 (Warrington).